# Windrose Airlines
Українська авіакомпанія WINDROSE — авіакомпанія, яка була заснована у 2003 році. Завдяки зусиллям та досвіду невеликої групи співробітників на чолі з генеральним директором Володимиром Каменчуком компанія наприкінці 2007 року отримала сертифікат експлуатанта, та в її парку з’явилися літаки. Швидкими темпами WINDROSE змогла подолати шлях від авіаброкера до одного з безумовних лідерів туристичних перевезень в Україні з чималою кількістю напрямків. 

## Історія

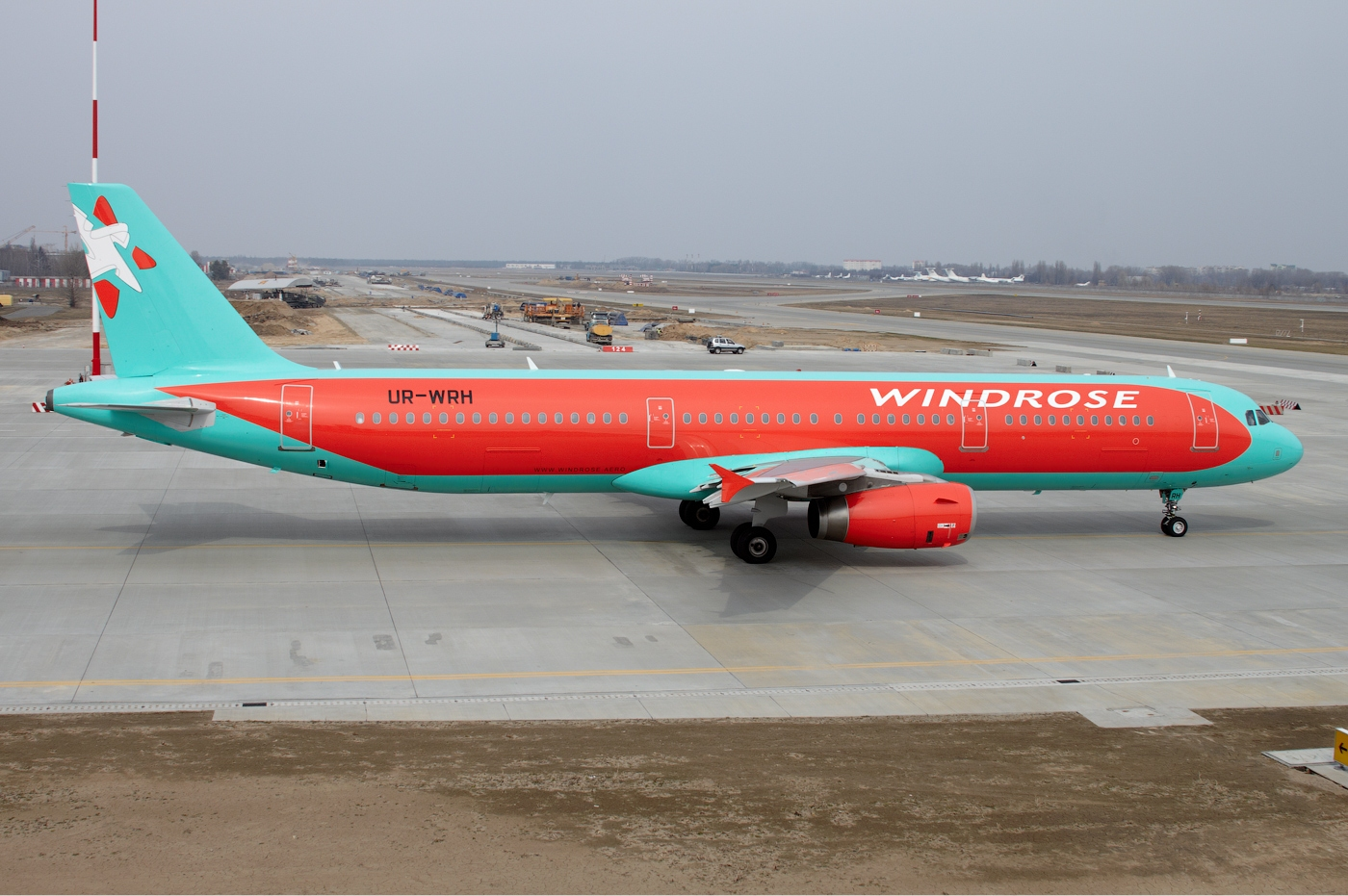
Airbus А321

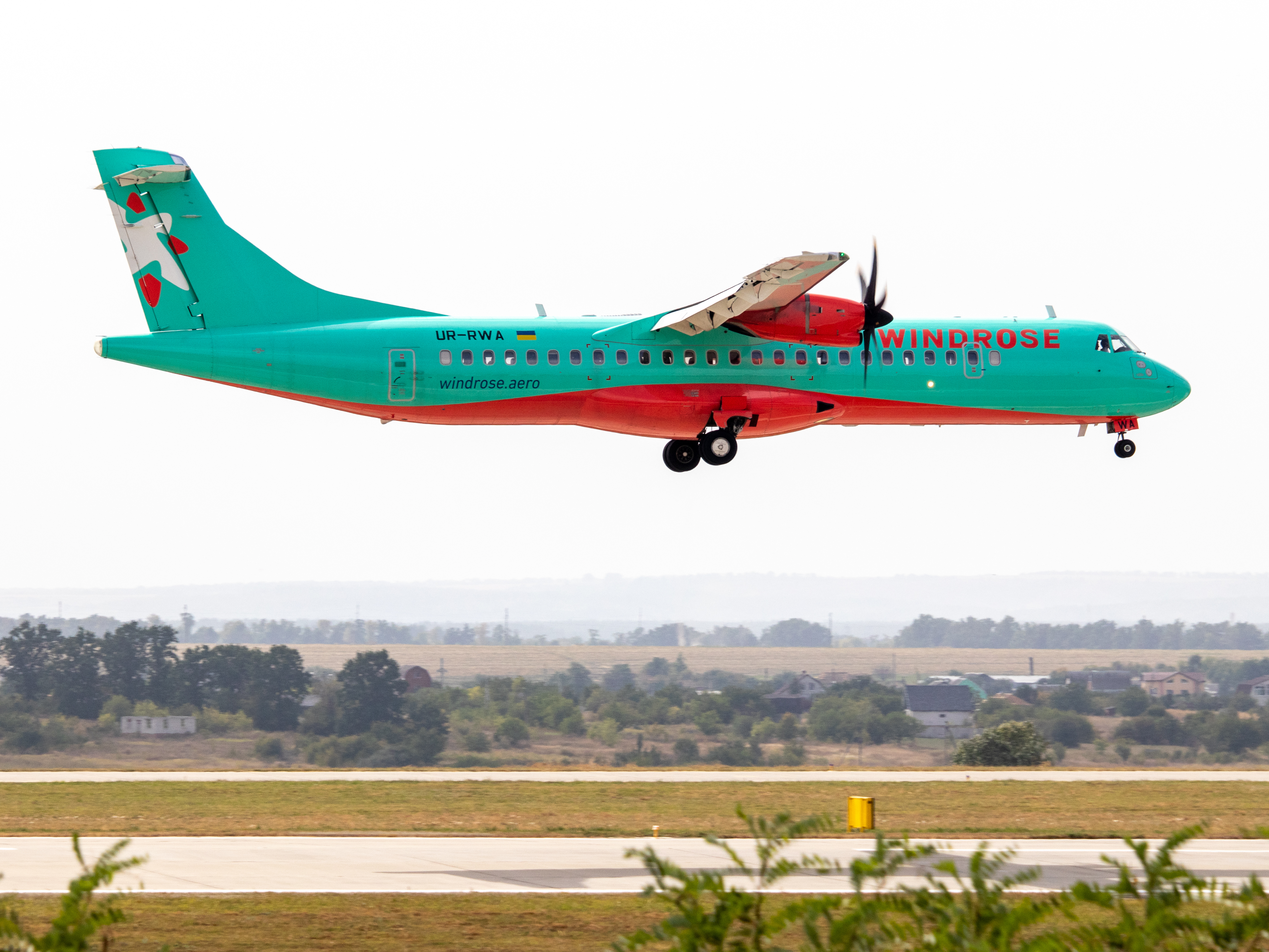
ATR 72

- з 2003 року — компанія виконує чартерні перевезення до Європи та Близького Сходу;
- 2008 — запровадила вперше в Україні експлуатацію ПС B737-800NG (на основі «мокрого лізингу»);
- 2008 — лівреї двох літаків авіакомпанії, а саме: McDonnell Douglas MD-82 | UR-WRB та UR-WRE оформлені за національними мотивами з використанням ескізів відомої київської художниці Світлани Лопухової;
- з серпня 2008 — компанія почала регулярні польоти з Харкова до Стамбулу, а з початку листопада — з Києва до Москви, Ташкенту та Калінінграду;
- 2009 — відкриття маршруту Київ-Сімферополь-Київ;
- 2009 — авіапарк складається з двох MD-82, двох MD-83, одного Ан-24, двох Boeing 737—800;
- 2009 — вперше в Україні запровадила експлуатацію ПС E195 власними екіпажами. Лівреї двох Embraer 195 оформлено зображеннями пам'яток української архітектури: Софії Київської та Кам'янець-Подільської фортеці.
- 2010 — нова уніформа для пілотів, бортпровідників і працівників наземних служб, розроблену Андре Таном;
- 2011 — вперше в Україні розпочала експлуатацію ПС А321 сімейства Airbus;
- з 1 березня 2011 — переходить на обслуговування в новий термінал «F» аеропорту «Бориспіль»;[4]Airbus А321
- з травня 2011 — щоденна програма авіарейсів за маршрутом Київ — Анталія — Київ;[5]
- в жовтні 2012 — підписує контракт щодо довгострокої співпраці з французькою компанією Sabena Technics. Sabena Technology є провідним незалежним оператором МРО (технічне обслуговування, ремонт та капітальний ремонт), що надає послуги цивільним та військовим операторам літальних апаратів;
- 2012 — переходить на обслуговування в термінал «D» аеропорту «Бориспіль»;
- в липні 2013 року — авіакомпанія першою в Україні вводить в експлуатацію далекомагістральний широкофюзеляжний авіалайнер нового покоління Airbus A-330, якому присвоєно реєстраційний номер UR-WRQ;
- 2013 — запроваджує чартерну програму до Дубаї з Києва та Дніпра; відкриває прямі рейси до Домініканської республіки (Пунта-Кана) та Київ-Бангкок на ПС Airbus A330;[6]
- листопад 2013 — за результатами аудиту експлуатаційної безпеки (ІАТА) стала офіційно зареєстрованим оператором IOSA. Після перевірки компанію включили до реєстру авіакомпаній IOSA;
- лютий 2014 — отримала допуск для польотів ETOPS 120, а на трансатлантичних безпосадкових маршрутах –  ETOPS 138 хвилин. Сертифікація ETOPS 120 означає, що літак може виконувати переліт, скеровуючи свій маршрут у допустимій віддаленості від найближчих аеропортів за не менш як 120 хвилин до можливої аварійної посадки, замість традиційної норми у 60 хвилин. На трансатлантичних рейсах дана норма складає не менше 138 хвилин;
- 2014 — компанія почала надавати послуги довгострокового лізингу власних літаків.
- 2019 — у грудні авіакомпанія провела ребрендинг.
- 2020 — у червні компанія почала внутрішні рейси на літаках Embraer ERJ-145. У липні почала використовувати ATR-72[7].
- 2024 — згідно змін, що було внесено до Державного реєстру цивільних повітряних суден України, три літаки авіакомпанії МАУ були переоформлено на нового власника — авіакомпанію Windrose Airlines («Розу Вітрів»). Йдеться про два літака Boeing 737-800 (реєстраційні номери UR-UIA і UR-PSW) і один Embraer 190 (UR-EMC). На момент прийняття рішення, всі три борти перебували на території України, а саме «Боїнги» в Борисполі, а «Ембраєр» заблокований в одеському аеропорту[8].

## Флот
| №  | Реєстраційний номер | Модель літака           | Кількість місць | Серійний номер | Перший виліт | Історія                                           | Фото                                              |
| -- | ------------------- | ----------------------- | --------------- | -------------- | ------------ | ------------------------------------------------- | ------------------------------------------------- |
| 1  | UR-WRW              | Airbus A320-200         | 180             | 1860           | 28.08.2002   | + [Архівовано 24 вересня 2021 у Wayback Machine.] | + [Архівовано 24 вересня 2021 у Wayback Machine.] |
| 2  | UR-WRH              | Airbus A321-231         | 218             | 2462           | 22.04.2005   | + [Архівовано 11 березня 2018 у Wayback Machine.] | + [Архівовано 5 серпня 2011 у Wayback Machine.]   |
| 3  | UR-WRI              | Airbus A321-231         | 218             | 2682           | 23.01.2006   | + [Архівовано 16 червня 2018 у Wayback Machine.]  | + [Архівовано 22 жовтня 2011 у Wayback Machine.]  |
| 4  | UR-WRJ              | Airbus A321-231         | 218             | 1869           | 26.09.2012   | + [Архівовано 27 червня 2018 у Wayback Machine.]  | + [Архівовано 22 жовтня 2011 у Wayback Machine.]  |
| 5  | UR-WRX              | Airbus A321-231         | 218             | 3098           | 12.05.2007   | + [Архівовано 24 вересня 2021 у Wayback Machine.] | + [Архівовано 24 вересня 2021 у Wayback Machine.] |
| 6  | UR-WRM              | Airbus A320-212         | 180             | 645            | 6.12.2012    | + [Архівовано 27 червня 2018 у Wayback Machine.]  | + [Архівовано 22 жовтня 2011 у Wayback Machine.]  |
| 7  | UR-DNR              | Embraer ERJ-145         | 48              | 145641         | 25.09.2002   | + [Архівовано 1 лютого 2022 у Wayback Machine.]   | +                                                 |
| 8  | UR- DNT             | Embraer ERJ-145         | 48              | 145709         | 08.05.2003   | + [Архівовано 1 лютого 2022 у Wayback Machine.]   | +                                                 |
| 9  | UR- DPB             | Embraer ERJ-145         | 48              | 145250         | 18.04.2000   | + [Архівовано 1 лютого 2022 у Wayback Machine.]   | +                                                 |
| 10 | UR-DNF              | Embraer ERJ-145         | 48              | 404            |              | + [Архівовано 12 січня 2021 у Wayback Machine.]   | + [Архівовано 24 вересня 2021 у Wayback Machine.] |
| 11 | UR-PRT              | Hawker Beechcraft 800XP |                 | 258682         |              | + [Архівовано 24 вересня 2021 у Wayback Machine.] | +                                                 |
| 12 | UR-WRS              | Hawker Beechcraft 800XP |                 | 258859         |              | + [Архівовано 24 вересня 2021 у Wayback Machine.] | +                                                 |
| 13 | UR-RWA              | ATR-72                  | 72              | 1178           | 09.2014      | + [Архівовано 11 квітня 2021 у Wayback Machine.]  | +                                                 |
| 14 | UR-RWB              | ATR-72                  | 72              | 1262           | 08.2015      | + [Архівовано 11 квітня 2021 у Wayback Machine.]  | +                                                 |
| 15 | UR-RWC              | ATR-72                  | 72              | 1450           | 09.2017      | +                                                 | + [Архівовано 12 травня 2021 у Wayback Machine.]  |
| 16 | UR-RWD              | ATR-72                  | 72              | 1458           | 10.2017      | + [Архівовано 12 травня 2021 у Wayback Machine.]  | + [Архівовано 12 травня 2021 у Wayback Machine.]  |
| 17 | UR-RWE              | ATR-72                  | 72              | 1222           | 12.2014      | + [Архівовано 22 серпня 2021 у Wayback Machine.]  | + [Архівовано 22 серпня 2021 у Wayback Machine.]  |
| 18 | UR-RWF              | ATR-72                  | 72              | 1251           | 07.2015      | + [Архівовано 6 вересня 2021 у Wayback Machine.]  | + [Архівовано 6 вересня 2021 у Wayback Machine.]  |

## Напрямки

### Африка
Єгипет
- Хургада — Міжнародний аеропорт Хургада

### Азія
Єгипет
- Шарм-еш-Шейх — Шарм-ель-Шейх

 Туреччина
- Анталія — Анталія

 Шрі-Ланка
- Коломбо — Бандаранаїке

 ОАЕ
- Дубай — Дубайський аеропорт

### Європа
Австрія
- Зальцбург — Аеропорт Зальцбурга

 Болгарія
- Софія — Аеропорт Софія

 Фінляндія
- Кіттіла — Аеропорт Кіттіля
- Куусамо — Kuusamo Airport[en]
- Рованіемі — Рованіемі

 Нідерланди
- Ейндовен — Летовище Ейндговена

 Італія
- Неаполь — Аеропорт Неаполь

 Словаччина
- Попрад — Аеропорт Попрад-Татри

 Україна
- Одеса
- Дніпро
- Львів
- Харків
- Херсон
- Миколаїв
- Івано-Франківськ
- Чернівці
- Ужгород

## Представництва
- Харків — Аеропорт «Харків»
- Київ — Аеропорт «Бориспіль»
- Одеса — Аеропорт «Одеса»
- Львів — Аеропорт «Львів»
- Дніпро — Дніпровський аеропорт